# Piermario Morosini
Piermario Morosini (Bérgamo, Italia, 5 de julio de 1986-Pescara, Italia, 14 de abril de 2012) fue un futbolista italiano que jugaba en la posición de centrocampista.

## Trayectoria
La madre de Morosini murió en 2001, su padre en 2003, y poco después su hermano, quien tenía una discapacidad, decidió suicidarse para ponerle fin a su vida. Comenzó su carrera en las categorías inferiores del Atalanta y en 2005 fue vendido al Udinese, con este equipo debutó en la serie A en 2006 con 19 años. Posteriormente fue cedido al Bologna en dos ocasiones al Vicenza, Reggina, Pádova y al Livorno.

## Selección nacional
Piermario Morosini fue internacional en todas las categorías inferiores de la selección italiana, con selección sub-21 disputó un total de 19 partidos, incluida la Eurocopa Sub-21 de 2009 celebrada en Suecia.

## Fallecimiento
Morosini falleció el 14 de abril de 2012 en un partido que disputó su equipo, el Livorno, contra el Pescara Calcio correspondiente a la Serie B. En el minuto 31 el jugador se sintió indispuesto y cayó sobre el césped, en el propio estadio le practicaron un masaje cardiaco con un desfibrilador y fue trasladado en ambulancia al Hospital Civil de Pescara. En el hospital no pudo ser reanimado y una hora después de su llegada falleció. Los medios italianos fueron alertados de la muerte de Morosini después de una "explosión de gritos y lágrimas" por parte de sus compañeros que habían ido al hospital. Por su muerte todos los partidos de la liga de fútbol italiana para el fin de semana fueron suspendidos y el Livorno decidió que se retiraría el número 25, el que llevaba en su camiseta. La hermana de Morosini, que tiene una discapacidad, se quedó sin familia ya que su madre había fallecido en 2001 y su padre en 2003. Ella ahora es apoyada financieramente por Antonio Di Natale, exjugador del Udinese. La muerte de Morosini fue 4 semanas después de que Fabrice Muamba sufriera un paro cardíaco en un partido de la FA Cup, aunque este logró sobrevivir.

## Estadísticas
| Temporada           | Club             | Campeonato | Campeonato | Campeonato | Copa Italiana | Copa Italiana | Copa Italiana | Europa | Europa | Europa | Total | Total |
| Temporada           | Club             | Div        | Jug        | Goles      | Comp          | Jug           | Goles         | Comp   | Jug    | Goles  | Jug   | Goles |
| ------------------- | ---------------- | ---------- | ---------- | ---------- | ------------- | ------------- | ------------- | ------ | ------ | ------ | ----- | ----- |
| 2004-2005           | Atalanta         | A          | 0          | 0          | CI            | 0             | 0             | -      | -      | -      | 0     | 0     |
| 2005-2006           | Udinese          | A          | 5          | 0          | CI            | 0             | 0             | CU     | 1      | 0      | 6     | 0     |
| 2006-2007           | Bolonia (cedido) | B          | 16         | 0          | CI            | 0             | 0             | -      | -      | -      | 16    | 0     |
| 2007-2008           | Vicenza (cedido) | B          | 34         | 1          | CI            | 2             | 0             | -      | -      | -      | 36    | 1     |
| 2008-2009           | Vicenza (cedido) | B          | 33         | 0          | CI            | 2             | 0             | -      | -      | -      | 35    | 0     |
| 2009-2010           | Udinese          | A          | 0          | 0          | CI            | 0             | 0             | -      | -      | -      | 0     | 0     |
| 2009-enero de 2010  | Reggina (cedido) | B          | 17         | 0          | CI            | -             | -             | -      | -      | -      | 17    | 0     |
| enero-junio de 2010 | Padova (cedido)  | B          | 13+1       | 0          | CI            | -             | -             | -      | -      | -      | 13+1  | 0     |
| 2010-enero de 2011  | Udinese          | A          | 0          | 0          | CI            | 2             | 0             | -      | -      | -      | 2     | 0     |
| enero-junio de 2011 | Vicenza (cedido) | B          | 16         | 0          | -             | -             | -             | -      | -      | -      | 16    | 0     |
| 2011-2012           | Livorno (cedido) | B          | 8          | 0          | -             | -             | -             | -      | -      | -      | 8     | 0     |
| Total               | Total            | Total      | 141+1      | 1          |               | 9             | 0             |        |        |        | 150   | 1     |